# Col Red Mountain
Le col Red Mountain, en anglais Red Mountain Pass, est un col des montagnes Rocheuses, dans l'État américain du Colorado. Situé à une altitude de 3 376 m dans les monts San Juan, il marque la limite entre le bassin versant de la rivière Animas et celui de l'Uncompahgre, à la bordure des comtés d'Ouray et de San Juan et également de la forêt nationale de San Juan et de la forêt nationale d'Uncompahgre. Il est franchi par la San Juan Skyway.